# لويز كامارغو
لويز كامارغو (بالبرتغالية: Luiz Camargo‏) (4 مايو 1987 في البرازيل - ) هو لاعب كرة قدم برازيلي في مركز الوسط. لعب مع نادي بارانا وهيوستن دينامو ونادي موجي ميريم وJ. Malucelli Futebol ‏.

## وصلات خارجية
- لويز كامارغو على موقع الدوري الأمريكي (الإنجليزية)
- لويز كامارغو على موقع قاعدة بيانات كرة القدم.إي يو (الإنجليزية)
- لويز كامارغو على موقع Soccerway.com (الإنجليزية)